# Duròmetre

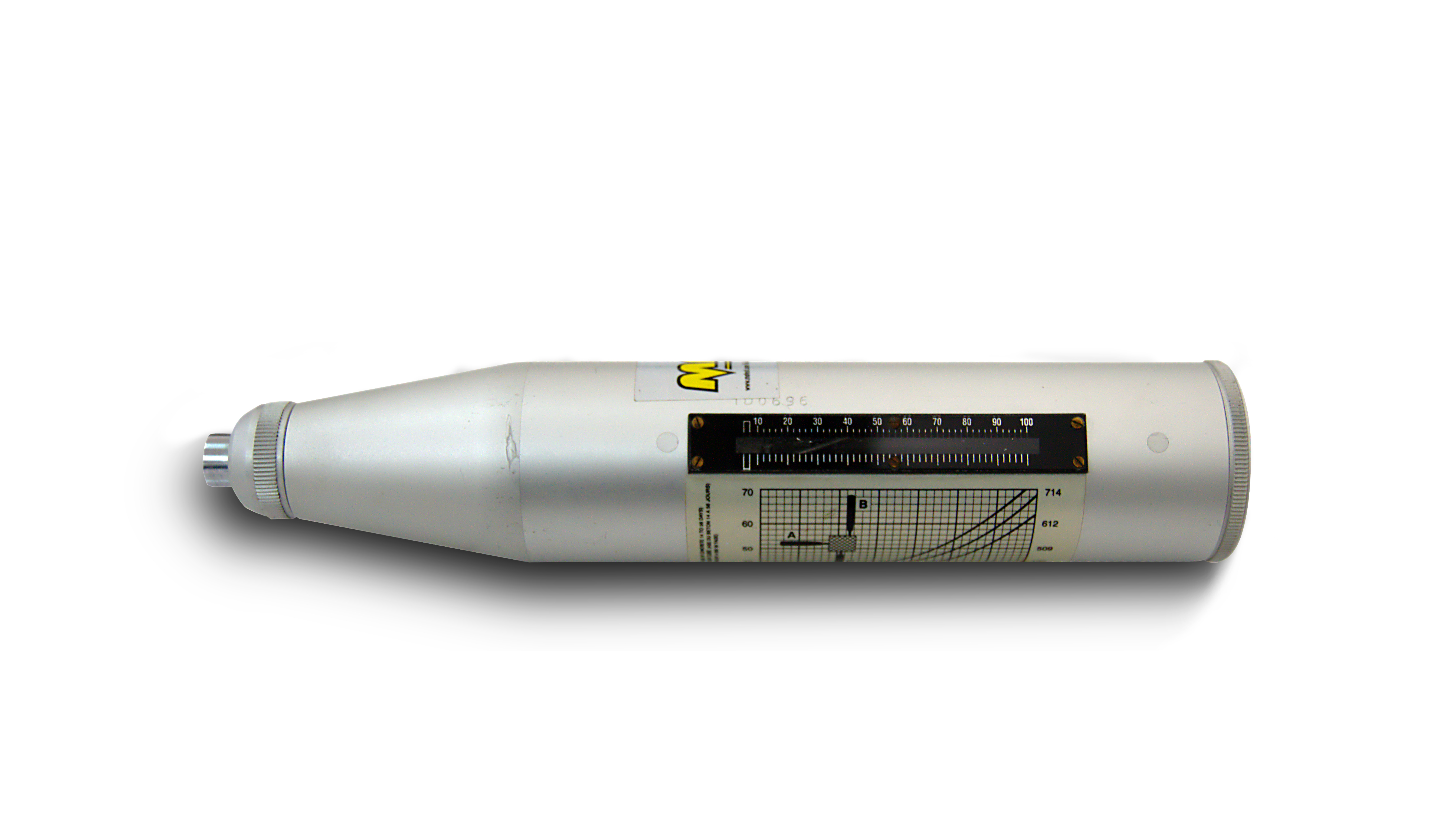

Un duròmetre és un aparell que mesura la duresa superficial dels materials. La seva funció és tractar de perforar el material. Com més força es necessiti per perforar, més dur és el material. Va ser inventat el 1896 per Thomas Turner, el primer professor de la metal·lúrgia a Gran Bretanya.